# Willard Arnold Johnson

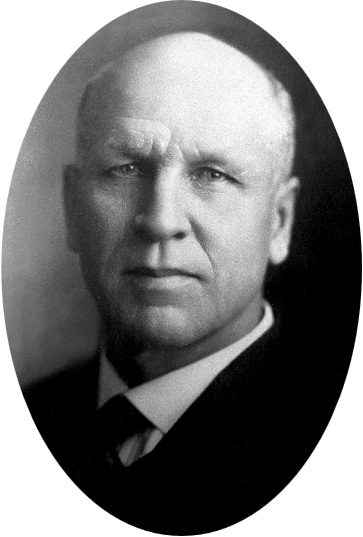
Willard Arnold Johnson (1921 oder früher)

Willard Arnold Johnson (* 28. August 1862 in Minnesota; † 5. Mai 1923 in Memphis, Texas) war ein US-amerikanischer Politiker. Zwischen 1919 und 1921 war er Vizegouverneur des Bundesstaates Texas.

## Werdegang
Willard Johnson studierte an der University of Texas die Fächer politische Wissenschaften und Journalismus. Er lebte bis 1890 in Denison und zog dann nach Memphis im Hall County. Im September 1891 erwarb er die Zeitung Hall County Herald, die er mit großem Erfolg herausgab. Politisch war er Mitglied der Demokratischen Partei. Zwischen 1910 und 1918 saß er im Senat von Texas. Während dieser Zeit brachte er einen erfolglosen Antrag ein, der die Teilung des Staates vorsah. Der neue Staat hätte den Namen Jefferson erhalten sollen. Im Jahr 1917 war er am Amtsenthebungsverfahren gegen Gouverneur James E. Ferguson beteiligt.
1918 wurde Johnson an der Seite von William P. Hobby zum Vizegouverneur von Texas gewählt. Dieses Amt bekleidete er zwischen 1919 und 1921. Dabei war er Stellvertreter des Gouverneurs und Vorsitzender des Staatssenats. Johnson war auch Mitglied einiger Pressevereinigungen und der Freimaurer. Er starb am 5. Mai 1923 in Memphis.